# 松平義和
松平 義和（まつだいら よしなり）は、美濃高須藩の第9代藩主。
水戸藩主徳川治保の次男に生まれる。母は旗本前田政英の娘・佐山。幼名は泰之丞。初め父より偏諱を受けて保右（もりすけ）、保友（もりとも）と名乗る。

## 生涯
文化元年（1804年）10月19日、松平義居の末期養子として家督を相続し、高須藩主となった。諱を義和に改める。同年12月15日、第11代将軍徳川家斉に御目見した。同年12月18日、従四位下・侍従・兼中務大輔に叙任される。
文化2年（1805年）12月28日、左近衛権少将に任官される。天保3年（1832年）正月15日、57歳で死去した。家督は次男の義建が継いだ。

## 子女
- 長男： 松平義質 - 早世（寛政8年（1796年） - 文化6年（1809年））
- 次男： 松平義建
- （事実上の三男）： 松平容敬 - 会津松平家養子（享和3年生まれ。母は平松氏。公式上は文化3年生まれの松平容衆異母弟）
- 三男（実四男）： 遠藤胤昌 - 近江三上藩養子
- 長女： 宣（松平直諒正室）